# 揚巴腭竺魚
揚巴腭竺魚（學名：Foa yamba），又名溫特伯頓小天竺鯛，為輻鰭魚綱鈎頭魚目天竺鯛科腭竺魚屬下的一個種，分布於西南太平洋澳大利亞新南威爾斯州揚巴的克拉倫斯河，深度0至6公尺，身上覆蓋著小黑點和瀰漫的白色斑紋，通常有9個有孔的側線鱗片，第二背鰭和臀鰭上有規則的斑點圖案，尾鰭基部有3個白點。幼魚和幼魚的側面有三個規則的條紋，背鰭硬棘8枚、背鰭軟條9枚、臀鰭硬棘2枚、臀鰭軟條8枚，體長可達4.2公分，棲息在沿海，夜間活動，肉食性，以浮游生物為食，繁殖期時，雄魚具有口孵習性，卵約7日化成仔魚，由雄魚吐出，具短暫的仔魚飄浮期，生活習性不明。